# 喉頭蓋
喉頭蓋（こうとうがい、英: epiglottis）とは粘膜に覆われた軟骨からなる喉頭の上縁を構成する組織のこと。会厭（ええん）とも。嚥下時に気管に蓋をするように動き、嚥下内容物が食道へ流れこむように、本来とは逆の向きへ傾く。上喉頭神経が支配する。

## 解剖と機能
喉頭蓋は、舌根に起始部をもち、反り返った形をしながら、その先端は後上方へ向かう。色調はほぼ白色である。
嚥下時に、喉頭蓋は披裂ヒダへ蓋をするように近づき、声門に嚥下内容が入らないようにする。

## 臨床的な問題
- 急性喉頭蓋炎
- 誤嚥性肺炎
- 球麻痺

## 補足画像

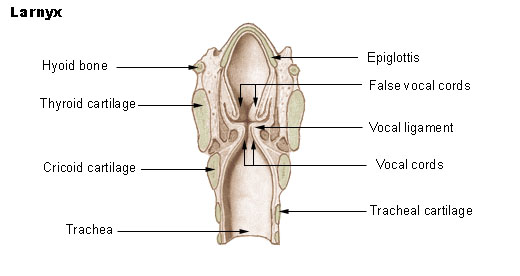
咽頭 Larynx
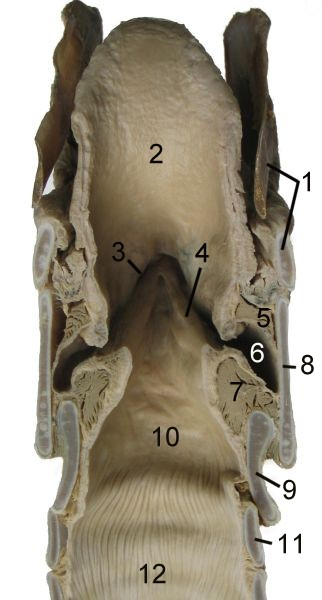
馬の咽頭断面図
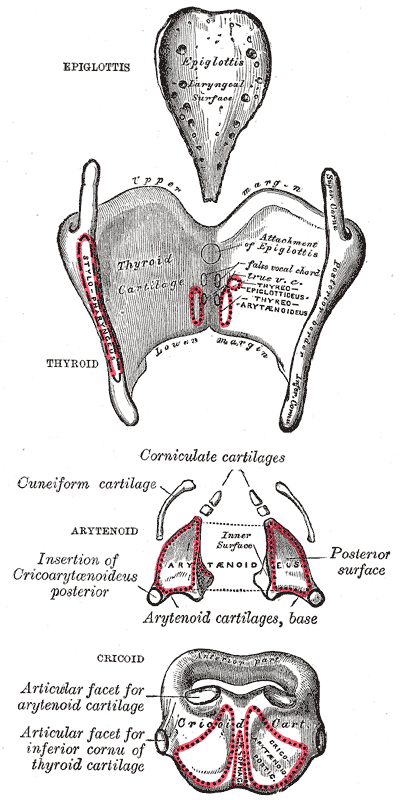
咽頭の軟骨群。後方からみたもの
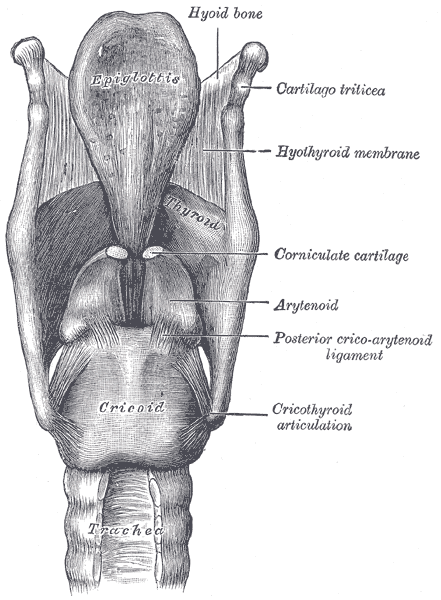
咽頭の靭帯。後方からみたもの
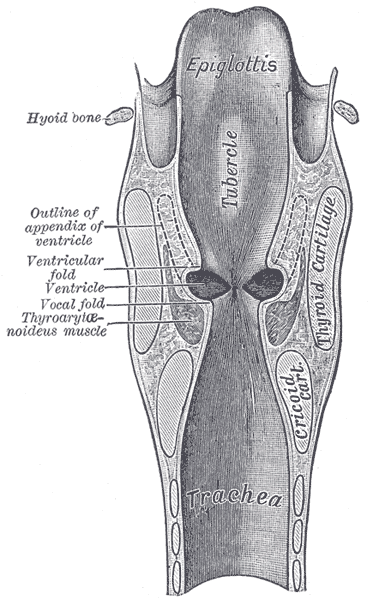
咽頭と上部気管の冠状断
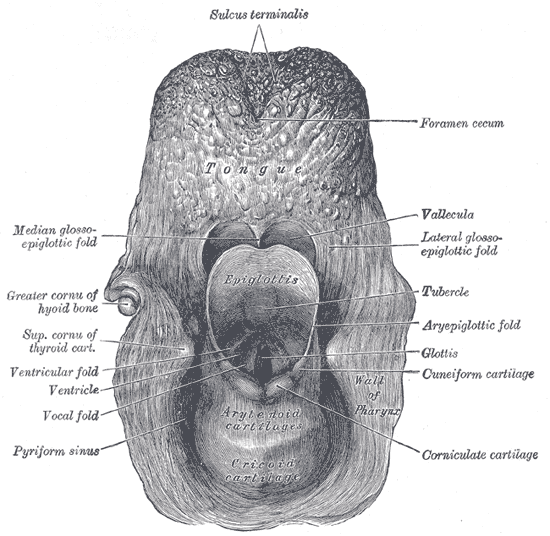
咽頭入口部。後方からみたもの
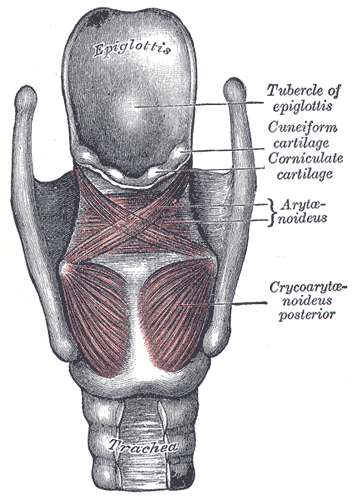
咽頭の筋肉。後方からみたもの
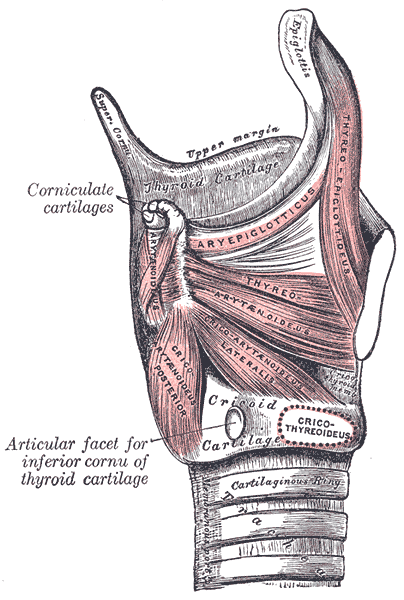
咽頭の筋肉。側方からみたもの。甲状軟骨の右側面は取り除いてある。
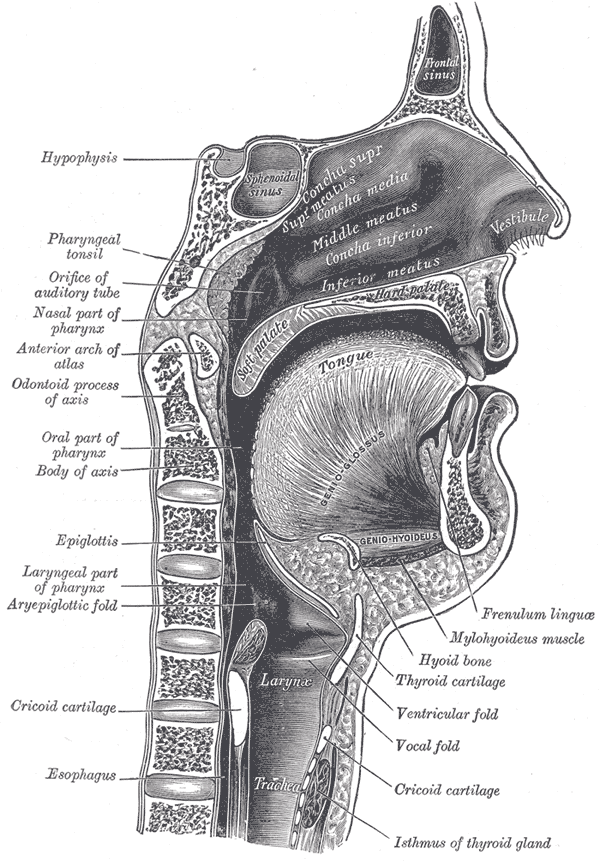
矢状断した鼻、口、咽頭、喉頭
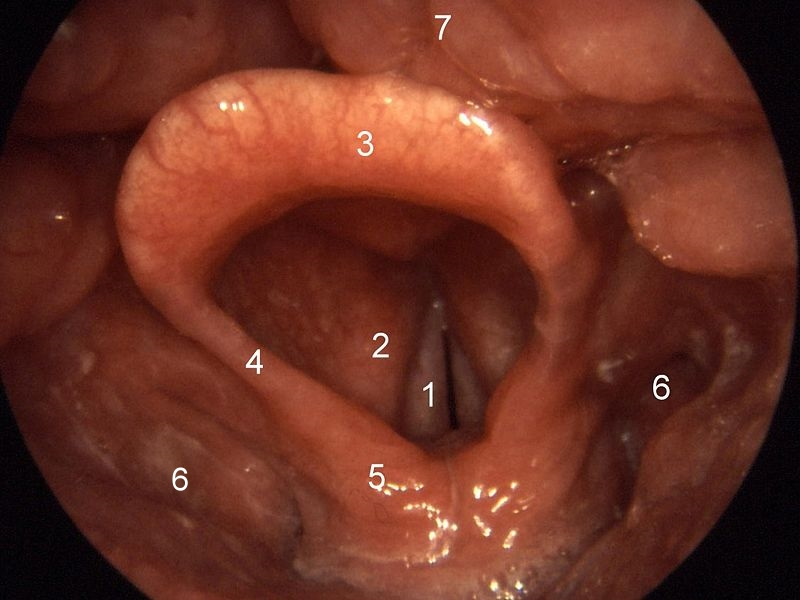

- 喉頭。 1=声帯, 2=前庭ヒダ, 3=喉頭蓋, 4=披裂喉頭蓋ヒダ, 5=披裂軟骨, 6=梨状陥凹, 7=舌(背側)